# Parallelodiplosis autumnalis
Parallelodiplosis autumnalis är en tvåvingeart som beskrevs av Grover och Madhu Bakhshi 1978. Parallelodiplosis autumnalis ingår i släktet Parallelodiplosis och familjen gallmyggor. Inga underarter finns listade i Catalogue of Life.